# Équipe cycliste Grant Thornton
L'équipe cycliste Grant Thornton est une équipe cycliste thaïlandaise, ayant le statut d'équipe continentale depuis 2022.

## Classements UCI
L'équipe participe aux épreuves des circuits continentaux et principalement les courses du calendrier de l'UCI Asia Tour. Le tableau ci-dessous présente les classements de l'équipe sur ce circuits, ainsi que son meilleur coureur au classement individuel.
UCI Asia Tour
| UCI Asia Tour | UCI Asia Tour          | UCI Asia Tour                             | UCI Asia Tour |
| Année         | Classement par équipes | Meilleur coureur au classement individuel |               |
| ------------- | ---------------------- | ----------------------------------------- | ------------- |
| 2022          | 41e                    | Nati Samansanti (282e)                    |               |
| 2023          | 44e                    | -                                         |               |
|               |                        |                                           |               |
| Source : UCI  |                        |                                           |               |

L'équipe est également classée au Classement mondial UCI qui prend en compte toutes les épreuves UCI et concerne toutes les équipes UCI.
| Classement mondial | Classement mondial     | Classement mondial                        | Classement mondial |
| Année              | Classement par équipes | Meilleur coureur au classement individuel |                    |
| ------------------ | ---------------------- | ----------------------------------------- | ------------------ |
| 2022               | 204e                   | Nati Samansanti (2511e)                   |                    |
| 2023               | 189e                   | Suriya Kitjaroenwat (2389e)               |                    |
|                    |                        |                                           |                    |
| Source : UCI       |                        |                                           |                    |

## Grant Thornton-Bike Zone en 2022[2]
| Cycliste                  | Date de naissance  | Nationalité | Équipe 2021 |  |
| ------------------------- | ------------------ | ----------- | ----------- |  |
| Nattaphom Boonrod         | 3 octobre 1991     | Thaïlande   |             |  |
| Suriya Kitjaroenwat       | 16 avril 1995      | Thaïlande   |             |  |
| Wanawat Klaithong         | 11 juillet 1997    | Thaïlande   |             |  |
| Nattapon Pakdeengamsorn   | 1er septembre 1997 | Thaïlande   |             |  |
| Teerachai Phunsawat       | 30 juillet 2002    | Thaïlande   |             |  |
| Phonthep Posuwan          | 4 février 1997     | Thaïlande   |             |  |
| Kanjaphat Preechaveerakul | 7 décembre 2001    | Thaïlande   |             |  |
| Nati Samansanti           | 4 novembre 1998    | Thaïlande   |             |  |
| Saharat Simons            | 3 décembre 1997    | Thaïlande   |             |  |
| Sompoch Visitvattanakul   | 10 avril 1982      | Thaïlande   |             |  |
| Witthawat Waree           | 28 juin 1998       | Thaïlande   |             |  |